# Estat de Bell

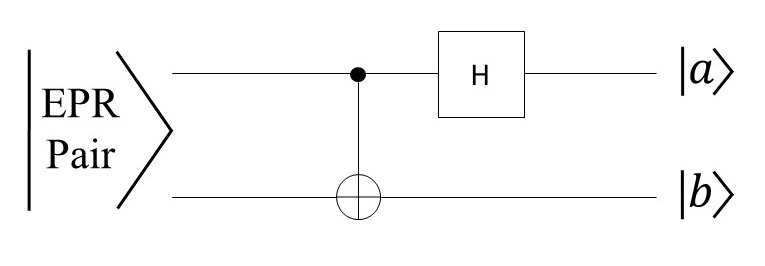

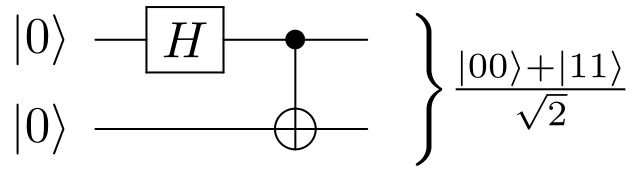
Circuit quàntic per crear l'estat de Bell.

Els estats de Bell o parells EPR  són estats quàntics específics de dos qubits que representen els exemples més simples (i màxims) d'entrellaçament quàntic; conceptualment, entren sota l'estudi de la ciència de la informació quàntica. Els estats de Bell són una forma de vectors base entrellaçats i normalitzats. Aquesta normalització implica que la probabilitat global que la partícula estigui en un dels estats esmentats és 1: {\displaystyle \langle \Phi |\Phi \rangle =1}. L'entrellat és un resultat independent de la base de la superposició. A causa d'aquesta superposició, la mesura del qubit el "col·lapsarà" en un dels seus estats bàsics amb una probabilitat determinada. A causa de l'entrellat, la mesura d'un qubit "col·lapsarà" l'altre qubit a un estat la mesura del qual donarà un dels dos valors possibles, on el valor depèn de l'estat de Bell en què es troben inicialment els dos qubits. Els estats de Bell es poden generalitzar a determinats estats quàntics de sistemes multiqubit, com ara l'estat GHZ per a 3 o més subsistemes.
La comprensió dels estats de Bell és útil en l'anàlisi de la comunicació quàntica, com ara la codificació superdensa i la teleportació quàntica. El teorema de la no comunicació impedeix que aquest comportament transmeti informació més ràpid que la velocitat de la llum.
Els estats de Bell són quatre estats quàntics específics màximament entrellaçats de dos qubits. Estan en una superposició de 0 i 1 – una combinació lineal dels dos estats. El seu enredament significa el següent:
El qubit que té l'Alice (subíndex "A") pot estar en una superposició de 0 i 1. Si l'Alice mesura el seu qubit en la base estàndard, el resultat seria 0 o 1, cadascun amb una probabilitat 1/2; si Bob (subíndex "B") també mesurava el seu qubit, el resultat seria el mateix que per a Alice. Així, Alice i Bob tindrien un resultat aleatori. A través de la comunicació descobririen que, tot i que els seus resultats per separat semblaven aleatoris, aquests estaven perfectament correlacionats.
Aquesta correlació perfecta a distància és especial: potser les dues partícules es van "acordar" per endavant, quan es va crear la parella (abans que es separessin els qubits), quin resultat mostrarien en cas de mesura.
Per tant, seguint a Einstein, Podolsky i Rosen en el seu famós "document EPR " de 1935, hi ha alguna cosa a faltar a la descripció del parell de qubits donada més amunt. – és a dir, aquest "acord", anomenat més formalment una variable oculta. En el seu famós article de 1964, John S. Bell va demostrar mitjançant arguments simples de la teoria de la probabilitat que aquestes correlacions (la de la base 0,1 i la de la base +,-) no es poden perfeccionar amb l'ús de cap " preacord" emmagatzemat en algunes variables ocultes – però que la mecànica quàntica prediu correlacions perfectes. En una formulació més refinada coneguda com la desigualtat de Bell-CHSH, es demostra que una certa mesura de correlació no pot superar el valor 2 si hom suposa que la física respecta les limitacions de la teoria local de la "variable oculta" (una mena de formulació de sentit comú). de com es transmet la informació), però certs sistemes permesos en mecànica quàntica poden assolir valors tan alts com {\displaystyle 2{\sqrt {2}}} . Així, la teoria quàntica viola la desigualtat de Bell i la idea de "variables ocultes" locals.